# Biard

Biard este o comună în departamentul Vienne, Franța. În 2009 avea o populație de 1,638 de locuitori.